# Stella Luncke
Stella Luncke (* 1974 in Kassel) ist eine deutsche Journalistin, Schriftstellerin und Hörspielregisseurin.

## Leben
Stella Luncke studierte in Berlin neuere deutsche Literatur und Theater-, Film- und Fernsehwissenschaften. Während ihrer Studienzeit arbeitete sie bereits als freie Autorin für die Feature- und Hörspielredaktion von Deutschlandradio Kultur. Seit ihrem Abschluss schreibt und produziert sie zusammen mit Josef Maria Schäfers Stücke für verschiedene öffentlich-rechtliche Radiosender, darunter DLR, WDR, SWR, DLF und NDR.

## Auszeichnungen
Für Smalltalk erhielt Stella Luncke 2004 zusammen mit Josef Maria Schäfers den Hauptpreis im RBB-Hörspielwettbewerb „kurz und gut“. In der Jurybegründung hieß es: „Dieses überaus gelungene Stück verdient wirklich den Ehrentitel Experiment, es bricht in Neuland auf: und zwar auf die Gratwanderung zwischen Dichtung und Wahrheit.“
2009 wurde Stella Luncke mit dem 1. Preis des Kurt-Magnus-Preis ausgezeichnet. Mit dem 7.000 Euro dotierten Preis würdigte die Jury den Erfindungsreichtum in der Kategorie Feature, zum  Beispiel ihre „Wurfsendungen“ in Deutschlandradio Kultur (Kurzhörspieleserien mit O-Tönen). 2014 erhielt sie von der Film- und Medienstiftung NRW ein Arbeitsstipendium für ihr Hörspiel Lissy. Gemeinsam mit ihrem Autorenteampartner Schäfers gewann sie den ARD PiNball 2015 für ihr Kurzhörspiel Wo sind die bloß?

## Werke
Hörspiele (Auswahl)
- 2001 Fiberglas, Deutschlandradio Kultur
- 2004 Smalltalk, RBB
- 2006 Fluten, Deutschlandradio Kultur
- 2007 Fluchtpunkte, Deutschlandradio Kultur
- 2007 american overflow, SWR
- 2011 Wallfahrt, SWR
- 2011 open shell, WDR
- 2014 100 Jahre Smalltalk, RBB
- 2015 Wo sind die bloß?, Kurzhörspiel (gemeinsam mit Josef Maria Schäfers)
- 2015 Smalltalk 2 (Chillen, stillen, grillen), zusammen mit Josef Maria Schäfers, Regie: Josef Maria Schäfers, RBB
- 2016 Sommercamp, Deutschlandradio Kultur
- 2016 Smalltalk 3 – verreisen, vergessen, vergreisen, RBB
- 2017 Lissy Hörspiel in 2 Teilen, SWR
- 2019 Idylle, DLF Kultur

Features (Auswahl)
- 1998 Jetzt, Deutschlandradio Kultur
- 2004 Aerosol – Graffiti, die Ästhetik des Chaos,[4] Deutschlandradio Kultur
- 2005 Linda im Kopf – Ein Drama an Berliner Hauswänden, RBB
- 2006 Ekstase, SWR
- 2007 Deine Welt sind die Berge – Heidi, ein Star aus Japan, WDR
- 2007 Der Fall M, ARD Hörspieltage 2007
- 2007 Es hat was mit dem Blick zu tun – Verkäufer, Diebe, Detektive, Deutschlandradio Kultur
- 2007 Wege und Orte 16 Wurfsendungen für Deutschlandradio Kultur
- 2008 Der Himmel auf Erden – Bollywood in der Schweiz, WDR
- 2008 Deine Welt sind die Berge ......Heidi, ein Star aus Japan, Autorenproduktion für den Südwestrundfunk[5]
- 2008 Unter Schafen – eine Passkontrolle, SWR
- 2010 passé – Das Newsgeschäft in Momentaufnahmen, Deutschlandradio Kultur
- 2011 Aliens! - Die Invasion exotischer Tiere und Pflanzen, WDR und DLF
- 2012 Protestieren für Fortgeschrittene – Eine Probestunde, Deutschlandradio Kultur
- 2013 Der Fall M – Ein Stück über ein gefundenes Diktiergerät, SWR
- 2014 Schluss mit dem Spießerleben – Aus dem Alltag eines Wirtschaftswunderkindes, DLF/NDR
- 2015 100 Jahre – mit Josef Maria Schäfers, SWR/RBB
- 2017 Wahnsinn Familie!, DLF Kultur
- 2018 Over the Top – Rentner in Höchstform, Deutschlandfunk
- 2020 Unrentabel – Künstler oder Rentner, SWR
- 2021 SCHULE – Eine Bestandsaufnahme, 6-teilige Feature-Serie, DLF Kultur

Akustische Installationen (Auswahl)
- 2005 time-lag im Rahmen von Saray Sosyal, gefördert durch den Hauptstadtkulturfonds
- 2008 Literarische Spaziergänge im Rahmen von Landvermesser.tv (in Zusammenarbeit mit der LiteraturWerkstatt Berlin)
- 2012 Vorübergehend aufgenommen – Zufallskomposition zum 100. Geburtstag von John Cage, Deutschlandradio Kultur. Aufgeführt als Live-Installation im Haus der Kulturen der Welt, Berlin, im Rahmen von Unmenschliche Musik